# Robert Micklitz

Robert Micklitz

Robert Micklitz (* 24. Februar 1818 in Deutsch Paulowitz, Mähren; † 24. Oktober 1898 in Wien) war ein österreichischer Oberlandforstmeister und Ministerialrat im k.k. Ackerbau-Ministerium. Bekannt wurde er auch als forstwirtschaftlicher Schriftsteller.

## Biografie
Robert Micklitz kam in der Försterfamilie des Franz Josef Micklitz (1784–1860) und seiner Ehefrau Anna Sophia Schnirch (1792–1824) zur Welt. Er hatte einen Bruder, Julius Micklitz (1821–1885), fürstbischöflicher Oberforstmeister und ebenfalls forstwirtschaftlicher Schriftsteller.
Nachdem er in Troppau das Gymnasium beendet hatte, begann er seine Ausbildung in verschiedenen Revieren in Österreich, Preußen, sowie in Prag, Niemes (Mimoň) und Wartenberg (Stráž pod Ralskem). Vom Jahre 1838–1840 studierte Micklitz an der k.k. Forstlehranstalt Mariabrunn. In den Folgejahren bis 1852 war er u. a. als Forstamtsschreiber, Revierjäger, Oberförster und Forstmeister tätig, dann wurde er als zweiter Lehrer der Forstwissenschaft an die neu gegründete Forstlehranstalt in Mährisch Aussee (Úsov) berufen. Im Jahre 1855 ging er als Direktor an die kurz zuvor gegründete Forstschule nach Böhmisch Weißwasser (Bělá pod Bezdězem) bei Münchengrätz (Mnichovo Hradiště). Hier wirkte er bis 1859, dann kehrte er nach Mährisch Aussee als Direktor und erster Lehrer zurück und zog mit der gesamten Schule im Jahre 1869 nach Eulenberg (Sovinec). Im Jahre 1872 wurde ihm die Stelle des Oberlandforstmeisters mit dem Rang eines Ministerialrates im Ackerbauministerium angeboten, um die Leitung der Reorganisation der österreichischen Staatsforstverwaltung, welche zuvor der Finanzverwaltung unterstand, zu übernehmen. In dieser Eigenschaft richtete er mit Fachkräften besetzte Forst- und Domänendirektionen als Mittelbehörden ein, führte das Oberförstersystem auf der unteren Ebene ein, sorgte durch bessere Ausbildung für eine Verbesserung der wirtschaftlichen und sozialen Stellung der Staatsforstbediensteten. Gleichzeitig erfolgte eine Hebung ihres Ranges in der Beamtenhierarchie und die volle Gleichstellung der Forstakademiker mit anderen Berufssparten, welche ebenfalls eine akademische Ausbildung erforderten, dazu kam eine umfassende Instruktion im Jahre 1873, um die Forsteinrichtungen in den Kronländern zu vereinheitlichen. Besondere Bedeutung maß er der Aufforstung zu, vor allem auch im Karstgebiet, und gab dem Forstpersonal ab 1878 ausführliche Anleitungen zur Anlage und Behandlung von Saat- und Pflanzkämpen sowie zur Naturverjüngung im Plenterwald an die Hand.
Neben seiner schriftstellerischen Tätigkeit war er auch Mitglied zahlreicher Expertenkommissionen, u. a. 1873 Mitglied der Weltausstellungsjury, 1875–1880 Mitglied der Zentralkommission bei der Grundsteuerregulierung, 1882 Mitglied bei den Beratungen der Eisenbahntarifenquete und im selben Jahre auch Obmann der Wienflußregulierungs-Expertise. Im letzten Jahr seiner Lehrertätigkeit (1875–1876) war Micklitz an der Hochschule für Bodenkultur in Wien Dozent für Forstbetriebseinrichtung und forstliche Haushaltungskunde. Außerdem war Micklitz Präsident der Staatsforstprüfungskommission, Kommissär für die theoretische Staatsprüfung an der Hochschule für Bodenkultur und der Lehramtskandidatenprüfung für Mittelschulen. Als Ehrenmitglied diverser Vereine war er bis ins hohe Alter aktiv.
Robert Micklitz wurde am 26. Oktober 1898 auf dem Hietzinger Friedhof in Wien Gruppe 17, Reihe 2 beigesetzt. Im Familiengrab liegen neben ihm auch sein Neffe Theodor Hugo Micklitz (1856–1922) und Rudolf Micklitz (* um 1896; † 21. Juni 1946). Seine Ehefrau Franziska Schweiger († 1889) und einige seiner Kinder starben bereits vor ihm.

## Werke
Seine schriftstellerische Tätigkeit umfassende neben eigenen Werken auch die Mitarbeit in vielen Fachblättern, er redigierte verschiedene Zeitschriften, wie den Forst- und Jagdkalender für Österreich (bis 1870), das von ihm 1875 gegründete Centralblatt für das gesammte Forstwesen (bis 1877), oder auch die Österreichische Monatsschrift für Forstwesen (1882).
- Forstliche Haushaltungskunde: Darstellung des Forstorganismus nach seinen Zwecken und Aufgaben, in seiner Begründung und Wirksamkeit, mit vorzugsweiser Rücksicht auf Österreich, Wien 1859, neu bearbeitet Braumüller 1880
- Forstschematismus für Mähren und Schlesien, 1861
- Robert & Julius Micklitz: Beleuchtung der Preßler´schen Grundsätze und Regeln des rationellen Waldwirts, unternommen vom praktischen Standpunkte: zugleich Nachweis zum Theil irrig oder unbillig entwickelter, einflussübender Waldwerthe, 1861
- Die Verordnung für die forstlichen Staatsprüfungen in Österreich, nach dem an der k k Forstakademie zu Mariabrunn neu verfassten Entwurfe dargestellt und kritisch besprochen, 1869

## Ehrungen
- Ovation an den aus dem Dienst ausgeschiedenen Micklitz durch die Staatsforstbediensteten, verfasst von Oberforstmeister Ludwig Dimitz[4]:

Wie wir in allzeit festgeschloss'nem Bunde,

Zu Dir gestanden treu so manches Jahr,

So eint uns heut' des Abschied's bange Stunde

Um Dich noch einmal, der uns Führer war.

Du warft es ganz! Auf festem Wissensgrunde

Lag, was Du wolltest, Dir von Anfang klar

Und was Du je gebeut! - aus Deinem Munde

Bot jegliches Geheiß auch Lehre dar.

Dein ganzes Wesen, reich an edlen Zügen

Es zog uns Alle mild in Deinen Bann.

Und so, wie wir im Bild uns hier gegeben,

Bleibt unser Herz auch Dein, Du selt'ner Mann,

Bleibt unser Stolz, Dir rühmlich nachzustreben.
- Ritterkreuz des Leopoldordens, verliehen Ende 1884 in allerhöchster Anerkennung Seiner Majestät des Kaisers Franz Joseph I.

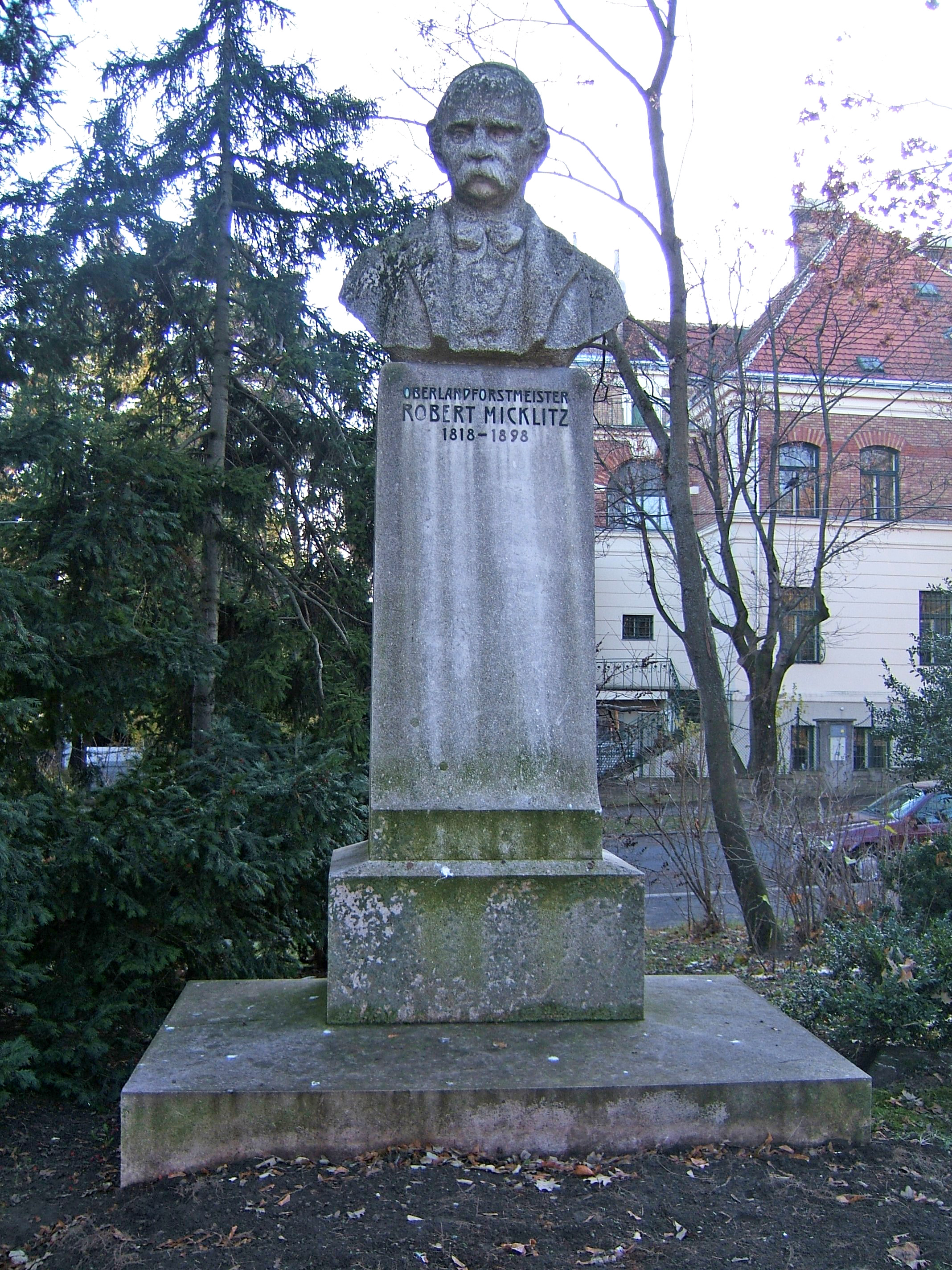
Büste Micklitz' am Linnéplatz

- Büste Micklitz' am LinnéplatzAm 16. Mai 1908[5] eingeweihtes denkmalgeschütztes Denkmal (Listeneintrag) auf dem Linnéplatz, unmittelbar vor dem Hauptgebäude der k.k. Hochschule für Bodenkultur. Die Bronzebüste wurde im Zweiten Weltkrieg als „Metallreserve“ entfernt und eingeschmolzen. Am 26. September 1953 konnte die Büste, nun aus Stein, ihren alten Platz wieder einnehmen, da die Gipsabgüsse der Künstler Josef Langer und Rudolf Weyr erhalten geblieben sind.[6]

## Quelle
- Arthur Freiherr von Seckendorff: Centralblatt für das gesammte Forstwesen, zugleich Organ für das forstliche Versuchswesen. Neunter Jahrgang 1883. Verlag der k.k. Hofbuchhandlung Wilhelm Frick, Wien 1883, S. 52ff
- A. Kurir: Micklitz, Robert. In: Österreichisches Biographisches Lexikon 1815–1950 (ÖBL). Band 6, Verlag der Österreichischen Akademie der Wissenschaften, Wien 1975, ISBN 3-7001-0128-7, S. 266 f. (Direktlinks auf S. 266, S. 267).
- Richard Heß: Micklitz, Robert. In: Allgemeine Deutsche Biographie (ADB). Band 52, Duncker & Humblot, Leipzig 1906, S. 384–387.
- Dorothea Hauff: Micklitz, Robert. In: Neue Deutsche Biographie (NDB). Band 17, Duncker & Humblot, Berlin 1994, ISBN 3-428-00198-2, S. 457 f. (Digitalisat).